# Desafío de Burdeos
El desafío de Burdeos fue un reto lanzado por Carlos de Anjou al rey Pedro el Grande, según el cual se tenía que celebrar un juicio de Dios en Burdeos para solucionar de una vez la guerra por el trono de Sicilia. 
En el contexto surgido con las Vísperas sicilianas y la proclamación de Pedro III de Aragón como rey de Sicilia, el papa Martín IV —suzerano del reino de Sicilia— excomulgó a Pedro el Grande el 9 de noviembre de 1282 y el 21 de marzo de 1283 lo declaró el reino de Aragón vacante. Con la muerte del conde Pedro I de Alençon el 6 de abril de 1283, su tío el rey Carlos de Anjou retó a su rival el rey de Aragón a un juicio de Dios por el que se pretendía dirimir en un duelo la guerra por el trono de Sicilia. El resultado de las misivas fue establecer un duelo en Burdeos —que estaba bajo la jurisdicción del rey Eduardo I de Inglaterra— para el 1 de junio de 1283, al que debían ir acompañados por cien caballeros. 
Carlos de Anjou y sus cien caballeros se presentaron el 15 de mayo en Burdeos con su sobrino el rey Felipe III de Francia, el cual venía con 12 000 guerreros con la intención de apresar al rey aragonés. Ante esta situación el rey Pedro de Aragón pidió ayuda al mercader de caballos Domingo de la Figuera, el cual conocía los caminos y senderos hacia Burdeos. 
La víspera del 1 de junio el rey Pedro arribó a Burdeos disfrazado de escudero, y al alba del día señalado mandó a Gilberto de Cruïlles para que el senescal de Gascuña Juan de Grailly asistiera al palenque del duelo con un notario y seis caballeros indicándole que allí le esperaba un caballero del rey de Aragón. Allí se trasladó el rey aragonés de incógnito vestido de caballero y el senescal asistió al palenque con permiso del rey francés.
El senescal llegó al palenque donde reconoció al rey de Aragón, el cual indicó su protesta por la inseguridad de su persona frente a la amenaza de los franceses, y dejó constancia de su presencia en el campo del duelo. Una vez tomada escritura pública el Pedro III de Aragón se despidió del senescal y regresó al reino de Aragón por el camino de Soria. El senescal fue a informar al rey de Francia, ante lo cual Carlos de Anjou pensó que era una emboscada y esperó un día, pasado el cual sin incidentes los franceses abandonaron Burdeos.